# Apprendimento interattivo
L'apprendimento interattivo è un approccio pedagogico che incorpora il social networking e l'urban computing nella progettazione e nella consegna dei corsi. L'apprendimento interattivo si è evoluto dall'iper-crescita nell'uso della tecnologia digitale e della comunicazione virtuale, in particolare dagli studenti. A partire dal 2000, gli studenti che entrano in istituti di istruzione superiore hanno aspettato che l'apprendimento interattivo sarà parte integrante della loro istruzione. L'uso della tecnologia interattiva nell'apprendimento per questi studenti è più naturale come l'uso di una matita e di una carta per le generazioni passate.

## Descrizione
La generazione Y è la prima generazione che cresce in costante contatto con i media digitali. Conosciuti anche come nativi digitali, i loro legami tecno-sociali, la comunità obbliga al loro uso naturalizzato della tecnologia in ogni aspetto dell'apprendimento, alla loro capacità di apprendere in modi nuovi fuori dall'aula, questa generazione di studenti sta spingendo i confini dell'educazione. L'uso dei media digitali nell'istruzione ha portato ad un aumento dell'uso e della dipendenza dall'apprendimento interattivo, che a sua volta ha portato a una rivoluzione nel processo fondamentale dell'istruzione.
Sempre più, gli studenti e gli insegnanti si affidano l'uno sull'altro per accedere alle fonti di conoscenza e condividere le loro informazioni, ampliando l'ambito generale del processo educativo per includere non solo l'istruzione, ma l'espansione delle conoscenze. Il cambiamento di ruolo dal custode della conoscenza al facilitatore dell'apprendimento rappresenta una sfida e un'opportunità per gli educatori di modificare drasticamente il modo in cui i loro studenti imparano. I confini tra insegnante e studente hanno meno significato con l'apprendimento interattivo.

### Cambiamenti del paradigma nell'educazione
L'interattività come tecnica pedagogica richiede un cambiamento fondamentale nel modo in cui l'istruzione viene consegnata. Tapscott ha individuato 7 modi in cui questa modifica si verifica:
- Dall'apprendimento lineare a quello dell'ipermedia
- Dall'insegnante come trasmettitore all'insegnante come facilitatore.

### Componenti dell'apprendimento interattivo

#### Social Media
La socializzazione dell'istruzione si sta evolvendo sotto forma di fonti digitali personalizzate. I log del Web, oppure i blog, consentono agli studenti di esprimere individualmente pensieri e idee, allo stesso tempo condividerli con la comunità più grande. La pervasività delle reti sociali come MySpace e Facebook collega milioni di studenti a una comunità virtuale dove le informazioni vengono scambiate lateralmente tra e tra gli studenti e gli insegnanti. Questa esplosione di comunità sta contribuendo ad una economia di apprendimento in espansione, dove i partecipanti hanno accesso impareggiabile alla conoscenza, sia da insegnanti che da altri studenti.

#### Urban Computing
Questo insieme di tecnologie comprende l'utilizzo di reti wireless, smartphone e PDA, motori di ricerca e supporti basati sulla localizzazione. L'urban computing consente una maggiore interattività tra le persone e il loro ambiente attraverso l'utilizzo di queste tecnologie. Per l'apprendimento interattivo, ciò significa che gli studenti sono in grado di assimilare le conoscenze specifiche della loro posizione.

#### Serious Games
Il concetto di serious game implica l'immersione degli studenti nei mondi virtuali attraverso giochi di ruolo e giochi interattivi della comunità. Per l'apprendimento, questo significa che le pratiche cooperative, pensiero critico e pratiche del problem-solving incoraggiate nei giochi digitali fanno dei serious games una forma chiave della pedagogia. L'adattamento del gioco ad una forma di apprendimento esperienziale che porta problemi all'avanguardia nell'ambito dell'istruzione all'interno della struttura di un curriculum pianificato. Oltre alle loro proprietà intrinsecamente impegnative, i giochi sono stati promulgati per la loro capacità di insegnare abilità di risoluzione dei problemi mal definiti, di suscitare creatività e di sviluppare leadership, collaborazione e altre preziose abilità interpersonali.

### Applicare l'apprendimento interattivo
Per essere efficaci, le istituzioni di apprendimento devono considerare i computer e la tecnologia associata come parte essenziale dello studente. In altre parole, la tecnologia deve essere considerata come una protesi cognitiva. Il concetto fondamentale della formazione a distanza è che il mondo reale diventa l'ambiente di apprendimento; In questo ambiente, lo scopo del docente è quello di facilitare l'assorbimento delle conoscenze attraverso esperienze di apprendimento reali e virtuali. Storicamente, uno degli ostacoli alla formazione a distanza è la mancanza di un contatto diretto. L'utilizzo della tecnologia come parte integrante del design del corso ha tentato di compensare sia le impostazioni sincrone che asincrona.
Per la consegna di contenuti sincroni vengono utilizzate tipicamente tecnologie come la videoconferenza e la conferenza web. Un esempio di questo è l'uso crescente di Skype e GoToMeeting per discussioni e lezioni di classe virtuale.
Per la distribuzione di contenuti asincroni, i progettisti di corsi utilizzano una varietà di suite software che includono diversi tipi di elementi interattivi. Programmi come WebCT, Knowledge Forum, FirstClass, Raptivity e Blackboard Learning System tentano di migliorare la mancanza di contatti con forum di discussione online e bacheche.
È essenziale che una comunità di conoscenza possa essere sviluppata in modo che l'apprendimento possa avere successo.